# 문경 대승사 목각아미타여래설법상 관계문서
문경 대승사 목각아미타여래설법상 관계문서(聞慶 大乘寺 木刻阿彌陀如來說法像 關係文書)는 대한민국 경상북도 문경시 산북면, 대승사에 있는 목각탱화 관계문서이다. 1973년 12월 31일 대한민국의 보물 제575호 '문경 대승사 목각아미타여래설법상 및 관계문서'로 지정되었다가, 문경 대승사 목각아미타여래설법상이 국보 제321호로 승격됨에 따라 현재의 명칭으로 변경되었다.

## 개요
문경 대승사 목각아미타여래설법상(聞慶 大乘寺 木刻阿彌陀如來說法像)은 원래 부석사에 모셔져 있던 것을 대승사로 옮겨 놓은 것으로, 후불탱화를 나무로 깎아 돋을새김, 또는 뚫을새김으로 표현한 것이다. 탱화란 천이나 종이에 그림을 그려 족자나 액자의 형태로 만들어서 거는 불화의 일종으로, 대개 법당 본존불의 뒤에 후불탱화로 걸린다. 조선 후기에는 이런 목각탱이 꽤 유행하였는데, 이것은 그 가운데에서 가장 뛰어난 기량을 보여주고 있다.
이것은 아미타후불탱화를 조각한 것으로 중앙에는 광배와 연꽃을 새긴 대좌를 새기고, 여기에 별도의 나무로 깎은 아미타불상을 안치하고 있다. 이 좌우로 5단에 걸쳐 협시상들을 안치하고 있다.
또한 이 목각탱 이외에도 대승사로 옮기기 전에 부석사와의 분쟁관계를 적은 문서들이 남아 있다. 그것은 「상주대승사외사사승도등장」, 「상주사불산대승사승도등장」, 「도내상주사불산대승사제승등장」, 「완의」등이다.

## 같이 보기
- 문경 대승사 목각아미타여래설법상 - 국보 제321호

## 참고 자료
- 문경 대승사 목각아미타여래설법상 관계문서 - 국가유산청 국가유산포털